# Podróż apostolska Benedykta XVI do Australii
Podróż apostolska Benedykta XVI do Australii odbyła się w dniach 10-20 lipca 2008. Podróż Benedykta XVI do Australii obejmowała jedno miasto Sydney. 
Celem podróży było w szczególności spotkanie z młodzieżą katolicką z całego świata, podczas 23. Światowych Dni Młodzieży w Sydney.
Benedykt XVI był drugim papieżem odwiedzającym Australię: wcześniej dwa razy ten kraj odwiedził Jan Paweł II (1986 i 1995).
Była to trzecia wizyta urzędującej głowy Kościoła rzymskokatolickiego w Australii i jedyna Benedykta XVI.